# Liste von Autoren/W

## Wa
Edmund de Waal (* 1964)
Frans de Waal (1948–2024)
Wilhelm Heinrich Wackenroder (1773–1798)
Stephan Wackwitz (* 1952)
Martin Waddell (* 1941)
Henry Wade (1887–1969)
Stephan Waetzoldt (1849–1904)
Stephan Waetzoldt (1920–2008)
Wilhelm Waetzoldt (1880–1945)
Klaus Wagenbach (1930–2021)
Antje Wagner (* 1974)
Benjamin Wagner (* 1990)
Bernd Wagner (* 1948)
Christian Wagner (1835–1918)
David Wagner (* 1971)
Eberhard Wagner (* 1938)
Gerhard Wagner (1950–2011)
Gottlieb Friedrich Wagner (1774–1839)
Jan Wagner (* 1971)
S. O. Wagner (1902–1975)
Wolf Wagner (1944–2024)
Mats Wahl (1945–2025)
Per Wahlöö (1926–1975)
Arkadi Wainer (1931–2005)
Georgi Wainer (1938–2009)
Angelika Waldis (* 1940)
Keith Waldrop (1932–2023)
Alice Walker (* 1944)
Mervyn Wall (1908–1997)
David Foster Wallace (1962–2008)
Edgar Wallace (1875–1932)
Irving Wallace (1916–1990)
Botho Walldorf (* 1945)
Franz Wallner-Basté (1896–1984)
Günter Wallraff (* 1942)
Martin Walser (1927–2023)
Robert Walser (1878–1956)
Enda Walsh (* 1967)
Minette Walters (* 1949)
J. Walther (* 1977)
Eric Walz (* 1966)
Wandalbert von Prüm (813–870)
Fred Wander (1917–2006)
Maxie Wander (1933–1977)
Wang Shuo (* 1958)
Klaus Wanninger (* 1953)
Peter Wapnewski (1922–2012)
Peter Wark (* 1961)
Michael Warner (* 1958)
Patricia Nell Warren (1936–2019)
Robert Penn Warren (1905–1989)
Jakob Wassermann (1873–1934)
Lawrence Edward Watkin (1901–1981)
Vernon Phillips Watkins (1906–1967)
Alan Watts (1915–1973)
Paul Watzlawick (1921–2007)
Evelyn Waugh (1903–1966)
Sylvia Waugh (* 1935)
Thomas Waugh (* 1948)
Peter Wawerzinek (* 1954)

## We
Anne Weber (* 1964)
Hermann Weber (1928–2014)
Ilse Weber (1903–1944)
Frank Wedekind (1864–1918)
Armin T. Wegner (1886–1978)
Hans-Ulrich Wehler (1931–2014)
Elke Wehr (1946–2008)
Gerhard Wehr (1931–2015)
Ulrich Wehrlin
Wei Wei (1920–2008)
Volker Weidermann (* 1969)
Stefan Weidner (* 1967)
Sigrid Weigel (* 1950)
Andrew Weil (* 1942)
Grete Weil (1906–1999)
Simone Weil (1909–1943)
Eliot Weinberger (* 1949)
Manfred Weinert (1934–2012)
Günther Weisenborn (1902–1969)
Theodor Weißenborn (1933–2021)
Leo Weismantel (1888–1964)
Ernst Weiß (1882–1940)
Peter Weiss (1916–1982)
Ruth Weiss (* 1924)
Carl Weissner (1940–2012)
Eva Weissweiler (* 1951)
Joseph Weizenbaum (1923–2008)
Manfred Wekwerth (1929–2014)
Dieter Wellershoff (1925–2018)
Marianne Wellershoff (* 1963)
David Wellington (* 1971)
H. G. Wells (1866–1946)
Irvine Welsh (* 1958)
Liselotte Welskopf-Henrich
Eudora Welty (1909–2001)
Dieter Wende (* 1938)
Ernst Wenig (* 1944)
K. D. Wentworth (1951–2012)
Patricia Wentworth (1878–1961)
Martin Wennerhold (* 1971)
Franz Werfel
Franz Joseph Werfer (1778–1823)
Dan Ar Wern
Karl Ferdinand Werner (1924–2008)
Markus Werner (1944–2016)
Friedhelm Werremeier (1930–2019)
Barry Werth (* 1952)
Glenway Wescott (1901–1987)
Mathilde Wesendonck
Arnold Wesker (1932–2016)
Günther Wessel (* 1959)
Edda Weßlau (1956–2014)
Martin Litchfield West (1937–2015)
Morris L. West
Nathanael West
Rebecca West (1892–1983)
Robert Westfield (* 1972)
Donald E. Westlake (1933–2008)
Robert Paul Weston (* 1975)
Janwillem van de Wetering (1931–2008)
Herbert Wetterauer (* 1957)

## Wh
Edith Wharton (1862–1937)
William Wharton (1925–2008)
Phillis Wheatley (1753–1784)
Edwin Percy Whipple (1819–1886)
Edmund White (1940–2025)
Ellen Gould Harmon White (1827–1915)
Ethel Lina White (1876–1944)
James White (1928–1999)
Kenneth White (1936–2023)
Michael White (1948–2008)
Osmar White (1909–1991)
Patrick White (1912–1990)
T. H. White (1906–1964)
Alfred North Whitehead (1861–1947)
Colson Whitehead (* 1969)
Walt Whitman (1819–1892)
George Whitmore (1945–1989), US
John Greenleaf Whittier (1807–1892)

## Wi
Leonard Wibberley (1915–1983)
Siegfried Wichmann (1921–2015), D
Fritz Widhalm (* 1956)
Urs Widmer (1938–2014)
Thomas Wieczorek (1953–2013), D
Gustav Johannes Wied (1858–1914), DK
Charlotte Wiedemann (* 1954), D
Hans-Georg Wiedemann (1936–2015), D
Christoph Wiegand (* 1983), D/Peru
Christoph Martin Wieland (1733–1813)
Oswald Wiener (1935–2021)
Robert Wienes (20. Jh.)
Ernst W. Wies (1922–2012)
Elie Wiesel (1928–2016)
Pontus Wikner (1837–1888)
Adolf von Wilbrandt (1837–1911)
Richard Wilbur (1921–2017)
Oscar Wilde (1854–1900)
Peter Wildeblood (1923–1999)
Thornton Wilder (1897–1975)
Franziska Wilhelm (* 1981)
Roderick Wilkinson (* 1917)
Eileen Wilks (* 1952)
Roger Willemsen (1955–2016)
Jürg Willi (1934–2019)
Nigel Williams (* 1948)
Tad Williams (* 1957)
Tennessee Williams (1911–1983)
William Carlos Williams (1883–1963)
Calder Willingham (1922–1995)
Helmut Willke (1945–2024)
Johannes Willms (1948–2022)
James Wills (1790–1868)
William Gorman Wills (1828–1891)
Dorrit Willumsen (* 1940), DK
John Wilmot, 2. Earl of Rochester (1647–1680), GB
Angus Wilson (1913–1991), GB
Colin Wilson (1931–2013), GB
Edmund Wilson (1895–1972), US
Francis Paul Wilson (* 1946), US
Lanford Wilson (1937–2011), US
Robert Anton Wilson (1932–2007)
Robert McLiam Wilson (* 1964)
Robert Wilson (* 1957)
Josef Winckler (1881–1966)
Donald Windham (1920–2010)
Helmut Windisch (1925–2011)
Konrad Windisch (1932–2024)
Betty Winkelman (* 1936)
Eugen Gottlob Winkler (1912–1936)
Josef Winkler (* 1953)
Donald Winnicott (1896–1971)
Christa Winsloe (1888–1944)
Don Winslow (* 1953)
Maren Winter (* 1961)
Jeanette Winterson (* 1959)
Tim Winton (* 1960)
Walter Wippersberg (1945–2016)
Günther Wirth (1923–2015)
Mario Wirz (1956–2013)
Robert S. Wistrich (1945–2015)
Michał Witkowski (* 1975)
Ludwig Wittgenstein (1889–1951)
Monique Wittig (1935–2003)
Frank Witzel (* 1955)

## Wo
Sandra Wöhe (* 1959), NL
Gabriele Wohmann (1932–2015)
Christoph Leonhard Wolbach (1783–1872)
Christa Wolf (1929–2011), D
Friedrich Wolf (1888–1953), D
Joan Wolf (* 1951), US
Katharina Wolf (* 1984), D
Markus Wolf (1923–2006), D
Naomi Wolf (* 1962), US
Ror Wolf (1932–2020), D
Ursula Wölfel (1922–2014), D
William Wolfensberger (1889–1918), CH
Alfred Wolfenstein (1883–1945), D
Charlotte Wolff (1897–1986), GB
Tobias Wolff (* 1945), US
Michael Wolfinger (* 1978), D
Sheldon Wolin (1922–2015), US
Gabriel Wolkenfeld (* 1985), D
Jan Wolkers (1925–2007), NL
Alexander Wolkow (1891–1977), RU
Hans Wollschläger (1935–2007), D
Lewis Wolpert (1929–2021), ZA/GB
Wolf Wondratschek (* 1943), D
Barbara Wood (* 1947), US
Christopher Wood (1935–2015), GB
Ellen Meiksins Wood (1942–2016), US
Chris Wooding (* 1977), GB
Kathleen E. Woodiwiss (1939–2007), US
Jacqueline Woodson (* 1963), US
Bella Sidney Woolf (1877–1960), GB
Virginia Woolf (1882–1941), GB
Moritz Wormser (1867–1940), D
Boris Worobjow (1932–2018), RU
Herman Wouk (1915–2019), US

## Wr
Dough Wright (* 1962), USA
Ernest Vincent Wright (1873–1939), USA
Leslie Kirk Wright (* 1952), USA
Richard Wright (1908–1960), USA
Ronald Wright (* 1948), CAN
William Connor Wright (1930–2016)  USA

## Wu
Bernhard Wucherer (1954–2022)
Franz M. Wuketits (1955–2018)
Hartmann Wunderer (1950–2016)
Christian Gottlieb Wunderlich (1780–1843)
Christine Wunnicke (* 1966)
Ernst Wünsch (* 1951)
Léon Wurmser (1931–2020)
Heinrich Würzer (1751–1835)
Hans Werner Wüst (* 1950)